# Славный, Василий Дмитриевич
Василий Дмитриевич Славный (7 января 1940, Ворошиловск — 2 февраля 2023) — российский политический деятель, депутат Государственной думы второго созыва

## Биография
Избирался депутатом Ставропольского краевого Совета народных депутатов; перед избранием в Государственную Думу работал токарем завода «Красный металлист» (Ставрополь).
Депутат Государственной Думы Федерального Собрания РФ второго созыва (1995—1999), был членом фракции КПРФ, членом Комитета по промышленности, строительству, транспорту и энергетике.
Умер 2 февраля 2023 года (о смерти сообщили в этот день). 